# High Aim 6
High Aim 6 je bila tajvanska ribiška ladja, najdena 8. januarja 2003 brez posadke pred avstralsko obalo. Skladišče je bilo polno gnijočih rib, oddan ni bil noben klic na pomoč, manjkala ni nobena osebna stvar (tudi zobne ščetke).
Ladja je plula 80 navtičnih milj znotraj avstralske ekonomske cone pred obalo Rowley Shoals. Odvlekli so jo v Broome, kjer so izvedli podrobno forenzično preiskavo. Preiskali so tudi 7.300 kvadratnih navtičnih milj morja, vendar niso odkrili niti sledu o posadki. Kmalu je indonezijska policija prijela enega izmed pogrešanih mornarjev na Sulaveziju, vendar podrobnosti o dogodku in usodi kapitana ter ladijskega inženirja ostajajo neznanka. Oblasti domnevajo, da je šlo za upor na ladji.
High Aim 6 so predali Avstralski Ribiški Zvezi (Australian Fisheries Management Authority). Lokalni prebivalci so želeli, da bi ladjo potopili pred obalo in iz nje naredili atrakcijo za potapljače, vendar je bila naposled razstavljena in odvržena na smetišče.